# Pusta, Mureș
Pusta este un sat în comuna Șincai din județul Mureș, Transilvania, România.